# Фрідріх V (герцог Швабії)
Фрідріх V (нім. Friedrich V.; 16 липня 1164 — 1169/1170) — герцог Швабії у 1167—1170 роках.

## Життєпис
Походив з династії Гогенштауфенів. Старший син Фрідріха I, імператора Священної Римської імперії, та Беатріси Бургундської. Народився 1164 року в Павії. 1165 року заручений з донькою англійського короля Елеонорою Плантагенет.
1167 року після смерті свого стрийка Фрідріха IV, герцога Швабії, батько імператор передав синові це володіння. Втім фактично через малий вік Фрідріха V перебрав управління Швабією на себе. Це рішення було затверджено на рейхстазі 1168 року.
1169 року через слабке здоров'я Фрідріха V батько обрав своїм спадкоємцем сина Генріха, якого на гофтазі в Бамберзі було оголошено римським королем.
Помер Фрідріх V у листопаді-грудні 1169 року або на початку 1170 року. Поховано в абатстві Лорх. Після цього Швабію передали його братові Конраду, що прийняв ім'я Фрідріх VI.